# 亞娜·科娃
亞娜·科娃（英語：Jana Cova，1980年4月13日—），是一名波蘭裔捷克色情演員及裸體模特兒。
科娃成長於捷克鄉間，過著「美好的童年」。她最初是從事比基尼模特兒，之後開始嘗試擔任裸體與軟蕊模特兒。她曾表示他之所以如此緩慢才拍攝影片是因為「在這大約一年的時間內我都沒有作好準備。我覺得我在鏡頭前像個笨蛋。」
科娃拍攝數部色情片（很長一段時間只與女性互動），也登上許多成人雜誌如《好色客》、《閣樓》、《High Society》、《Perfect 10》、《Leg Show》、《Mayfair》、《Frenzy》和《Club International》。她同時是《閣樓》雜誌2003年四月份的封面女郎及寵物女郎。
2004年4月，科娃與 Digital Playground 簽下專屬合約。簽約後的第一部作品是《Porcelain》，她在當中有兩段女女和兩段單人演出。2007年10月科娃離開 Digital Playground，她表示想要改變方向。

## 雜誌
- 《Penthouse Variations》 – 2004年9月份
- 《閣樓》 – 2003年4月4日
- 《好色客》 – 2003年3月份
- 《High Society》 – 2002年9月份
- 《Leg Show》 – 2002年6月份
- 《Club International》 – 2002年6月份
- 《Purely 18》 – 2001年7月份

## 獎項
- 2009年成人影帶新聞獎提名 - 最佳全女性三人性愛場景 - 《Jack's Big Ass Show 7》與《Jana Cova: Video Nasty》[5]
- 2009年成人影帶新聞獎提名 – 最佳單人性愛場景 – 《Jana Cova Erotique》[5]

## 外部連結
- 亞娜·科娃的MySpace主頁